# Łękinia (przystanek kolejowy)
Łękinia – zlikwidowany przystanek osobowy w Łękini w Polsce, w województwie pomorskim, w powiecie człuchowskim, w gminie Koczała.